# Resolució 643 del Consell de Seguretat de les Nacions Unides
La Resolució 643 del Consell de Seguretat de les Nacions Unides, adoptada per unanimitat el 31 d'octubre de 1989 després de reafirmar les resolucions 435 (1978), 629 (1989), 632 (1989) i 640 (1989), a més de notar un informe del Secretari General Javier Pérez de Cuéllar, el Consell va expressar la seva total intenció d'implementar la Resolució 435 del 29 de setembre 1978 sobre la situació a Namíbia (Àfrica del Sud-oest).
El Consell va reafirmar la seva responsabilitat legal sobre Namíbia fins a la seva independència i va instar a totes les parts a cooperar amb la resolució. També va exigir novament la dissolució de la Força Territorial d'Àfrica del Sud-oest i el Koevoet, i la substitució de la Força de Defensa de Sud-àfrica en el territori.
La resolució també va exigir la derogació de totes les lleis restants restrictives i discriminatòries a Namíbia que impedissin la celebració de les eleccions parlamentàries, que obligaven al Secretari General a assegurar tots els acords existents, inclòs el suport a l'Assemblea Constituent. Exhorta als Estats membres i organitzacions internacionals a proporcionar recursos financers i materials i suport tècnic a Namíbia.
Adoptada per tots els membres del Consell, va ser l'última resolució que el Consell va adoptar en relació amb la independència de Namíbia.